# Харламов, Иван Фёдорович
Иван Фёдорович Харламов (бел. Іван Фёдаравіч Харламаў; 30 июня 1920, Шарпиловка, Гомельская губерния — 12 апреля 2003) — доктор педагогических наук (1973), профессор (1974), академик НАН Белоруссии (1990), иностранный член Российской академии образования (1999). Лауреат Государственной премии Республики Беларусь (2001).
Участник Великой Отечественной войны.

## Биография
Родился 30 июня 1920 года в Шарпиловке (ныне — Гомельского района Гомельской области).
До смерти (2003) возглавлял кафедру педагогики Гомельского государственного университета.

## Научная деятельность
Автор более 300(?) научных и научно-методических работ по педагогическим проблемам обучения и воспитания, в том числе 22 книг. К важнейшим из них относятся:
- «Основные вопросы организации воспитательной работы в школе» (Минск, 1967);
- «Теория нравственного воспитания» (Минск, 1972)
- «Teoria mravnea vuchovy» (Братислава, 1975)
- «Нравственное воспитание школьников» (Москва, 1983)
- «Этические беседы с учащимися IV, V, VI, VII и XVIII классов» (Минск, 1982—1987).
- Учебник «Педагогика» (впервые вышел в Минске в 1979 году), выдержал более 11 изданий, переиздавался в России, Китае, Молдавии.

## Награды
- Орден Трудового Красного Знамени (1980).
- Орден Отечественной войны II степени (1985).
- Медали.
- Государственная премия Республики Беларусь (2001) — за работу учебник «Педагогика» (на белорусском языке для студентов педагогических высших учебных заведений)[1].